# Aaptos durissima
Aaptos durissima là một loài động vật thân lỗ thuộc họ Suberitidae. Loài này được mô tả năm 1882.